# Epitedia cavernicola
Epitedia cavernicola är en loppart som beskrevs av Hamilton Paul Traub 1957. Epitedia cavernicola ingår i släktet Epitedia och familjen mullvadsloppor. Inga underarter finns listade i Catalogue of Life.